# Калашников, Леонид Иванович (кинооператор)
Леони́д Ива́нович Кала́шников (19 сентября 1926, Краснодар — 7 ноября 2005, Москва) — советский и российский оператор игрового кино. Участник Великой Отечественной войны. Заслуженный деятель искусств РСФСР (1983), лауреат Государственной премии СССР (1977).

## Биография
Родился 19 сентября 1926 года в Краснодаре. Там же в апреле 1943 года призван в Красную армию, был определён в авиаторскую школу стрелков-радистов (216 запасной стрелковый полк 28 запасной стрелковой бригады), окончив которую служил стрелком на боевых самолётах дальней авиации.
После завершения войны отслужил ещё три года срочной службы.
Калашников начисто был лишён страха, не испытывая малейшей растерянности в любых наисложнейших обстоятельствах.
Позднее я узнал, на чем покоится фантастическое душевное здоровье, гармоническое спокойствие, основательность и уверенность в себе Леонида Ивановича. Семнадцатилетним мальчишкой-добровольцем он ушёл на фронт Великой Отечественной войны. Из всего их призыва, как рассказывал он мне потом, из восьмисот-девятисот ребят вернулись домой только трое… Определен Калашников был сразу не в пехоту, а в авиаторскую школу стрелков-радистов. Тогда только-только появились огромные машины «Ту-4», «летающие крепости»: […]
В этой простреливавшейся со всех сторон кабине мальчишка Лёня Калашников пролетал четыре года войны. Бог его хранил, он остался жив.
Член КПСС с 1954 года. В 1958 году окончил ВГИК (мастерская А. В. Гальперина и Э. К. Тиссэ).
С 1964 года — на киностудии «Мосфильм». Член Союза кинематографистов СССР.
Творческую манеру мастера отличает тонкое проникновение в образный мир произведений литературной классики. 

Сто дней после детства — один из самых знаменитых и удачных фильмов в карьере Л. К. — экранизацией не является, но в высшей степени литературен, не в последнюю очередь благодаря оператору, избежавшему искушения придать изображению дополнительный динамизм при переходе из одного времени в другое, то есть из толстовского или пушкинского — в советские семидесятые.
 Тем очевиднее контраст между этим ранним фильмом Соловьёва и климовской Агонией, намеренно агрессивной по «картинке», словно исполненной в масле, а не в нежной акварели, как Сто дней…
— Лидия Маслова, «Новейшая история отечественного кино», 2001
С 1991 года вёл операторскую мастерскую во ВГИКе. Профессор.
Л. И. Калашников скончался 7 ноября 2005 года. Похоронен на Троекуровском кладбище (участок № 12).

## Фильмография
- 1959 — Токтогул
- 1961 — Перевал
- 1963 — Белый караван
- 1965 — Чистые пруды
- 1967 — Анна Каренина
- 1969 — Красная палатка (СССР — Италия)
- 1971 — Егор Булычов и другие
- 1972 — Станционный смотритель
- 1975 — Агония
- 1975 — Последняя жертва
- 1975 — Сто дней после детства
- 1977 — Солнечный удар[болг.] (СССР — НРБ)
- 1977 — Степь
- 1979 — С любовью пополам (СССР — НРБ)
- 1979 — Телохранитель (совместно с Ю. Клименко, В. Сёминым)
- 1979 — Тема
- 1979 — Сталкер[комм. 1]
- 1980 — Валентина
- 1981 — Бешеные деньги
- 1982 — Васса
- 1983 — И жизнь, и слёзы, и любовь
- 1983 — Послесловие
- 1984 — Победа
- 1985 — Валентин и Валентина
- 1986 — Время сыновей
- 1989 — Загадка Эндхауза
- 1990 — Мать Иисуса
- 1991 — Коктейль-мираж
- 1991 — Небеса обетованные
- 1991 — Плащаница Александра Невского
- 1994 — Страсти по Нерону (фильм-балет)
- 1997 — Дон Кихот возвращается
- 1998 — Незримый путешественник

## Награды и премии
- Государственная премия СССР (1977) — за фильм «Сто дней после детства» (1975)[8];
- премия Ленинского комсомола и приз Вкф (1976) — за фильм «Сто дней после детства» (1975)[8];
- Государственная премия РСФСР имени братьев Васильевых (1985) — за фильм «Васса» (1982);
- заслуженный деятель искусств РСФСР (3 августа 1983)[9];
- орден Ленина (1976)[9];
- премия «Белый квадрат» (2005) — за вклад в кинооператорское искусство[10].

## Комментарии
1. ↑  Работал на картине некоторое время, но съёмки Л. Калашникова в итоге не были использованы.